# Donleva vaticina
Donleva vaticina är en insektsart som beskrevs av Blocker 1979. Donleva vaticina ingår i släktet Donleva och familjen dvärgstritar. Inga underarter finns listade i Catalogue of Life.